# 祇園小唄絵日傘
『祇園小唄絵日傘』（ぎおんこうたえひがさ）は、1930年（昭和5年）製作・公開、金森万象監督による日本のサイレント映画の3部作である。マキノ・プロダクションが製作した。
1. 『祇園小唄絵日傘 第一話 舞の袖』
2. 『祇園小唄絵日傘 第二話 狸大尽』
3. 『祇園小唄絵日傘 第三話 草枕』

という、5巻-7巻ものの中篇3作であるが、2009年（平成21年）現在、プリントが散逸しており、『第二話 狸大尽』は数分間分の断片のみが現存し、『第三話 草枕』は発見されていない。

## 第一話 舞の袖
『祇園小唄絵日傘 第一話 舞の袖』（-だいいちわ・まいのそで）は、1930年にマキノ・プロダクションで製作された日本映画である。上映時間63分、モノクローム、サイレント。

### スタッフ
- 監督 : 金森万象
- 脚本 : 東艸之介
- 原作 : 長田幹彦 『祇園全集・絵日傘』
- 撮影 : 松浦茂
- 照明 : 広石常雄、藤林まさる
- 舞台 : 長尾激、小谷角太郎
- 背景 : 水野隆三
- 振付 : 若柳吉兵衛
- 衣裳 : 前山宗一郎
- 結髪 : 大久保なほ代、都賀かつ
- 監督補 : 吉田信三
- 撮影補 : 酒井佐一郎
- 現像 : 丹羽重夫
- 焼付 : 奥田勝巳
- スチルピクチャ : 松浦康雄
- 字幕 : 岡本一鳳
- 主題歌 : 『祇園小唄』
  - 作詞 : 長田幹彦、作曲 : 佐々紅華、唄：藤本二三吉
- 賛助 : 京都祇園新地、甲部歌舞伎会、一力（松浦治郎右衛門）、祇甲師匠（哥沢芝寿太夫）
- 後援 : 髙島屋、飯田新三郎、山田介軒

### キャスト
- 秋田伸一：石井修
- 東條猛：藤兵衛はん
- 三保裕子：西村家女将
- 隅田ます代：吉喜久女将
- 浦路輝子：芸妓・おまさ
- 桜木梅子：舞妓・千賀勇
- 住の江田鶴子：求女
- 都賀静子：橘姫

## 第二話 狸大尽
『祇園小唄絵日傘 第二話 狸大尽』（-だいにわ・たぬきだいじん）は、1930年にマキノプロダクションで製作された日本映画である。モノクローム、サイレント。

### スタッフ
- 監督：金森万象
- 脚本：東艸之介
- 原作：長田幹彦『祇園全集・絵日傘』
- 作曲：佐々木紅華
- 企画：飯田新三郎

### キャスト
- 沢村国太郎
- 浅間昇子
- 小金井勝

## 第三話 草枕
『祇園小唄絵日傘 第三話 草枕』（-だいさんわ・くさまくら）は、1930年にマキノ・プロダクションで製作された日本映画。モノクローム、サイレント。

### スタッフ
- 監督：金森万象
- 脚本：東艸之介
- 原作：長田幹彦『祇園全集・絵日傘』
- 撮影：松浦茂

### キャスト
- 津村博
- マキノ智子
- マキノ登六
- 浦路輝子